# Casa Senyorial de Vecsaliena
La Casa Senyorial de Vecsaliena també coneguda com a Casa Senyorial de Červonka (en letó: Vecsalienas muiža, en polonès:Czerwony dwór) és una mansió a la regió cultural de Selònia, al Municipi de Daugavpils de Letònia. L'estil neogòtic de la seva estructura va ser construït el 1870.